# فيارديفوس
بلدية فيارديفوس (بالإسبانية: Villardevós) هي بلدية تقع في مقاطعة أورينسي التابعة لمنطقة غاليسيا شمال غرب إسبانيا.

## الديموغرافيا
بلغ عدد سكان بلدية فيارديفوس 2.182 نسمة عام 2011 (وفقاً للمعهد الوطني للإحصاء الإسباني).
| 3.079 | 2.980 | 2.823 | 2.569 | 2.430 | 2.324 | 2.182 |